# Partogramm

Partogramm-disc

Das Partogramm dient in der Geburtshilfe dazu, zu erkennen, ob ein normaler Geburtsverlauf vorliegt und ob und wann medizinische Maßnahmen getroffen werden müssen, um Schaden von Mutter und Kind fernzuhalten. Bei Verwendung eines Partogramms konnten keine positiven oder negativen Einflüsse auf das Geburtsergebnis nachgewiesen werden. Das Partogramm ist ein einfaches Hilfsmittel, das vor allem dann zum Einsatz kommt, wenn für die Geburtsüberwachung keine große medizinisch apparative Ausstattung (Ultraschall, CTG) zur Verfügung steht. So kann sein Gebrauch in weniger entwickelten Ländern die Kaiserschnittrate reduzieren.
Die WHO empfiehlt das Partogramm mit einer graphischen Darstellung. x-Achse die Zeit, y-Achse die Aufweitung des Muttermundes (Dilatation). Da zwischen beiden eine lineare Beziehung besteht – Dilatation des Muttermundes mit 1 cm/1 Stunde, kann eine 45°-Linie zwischen x- und y-Achse den normalen Verlauf der Erweiterung des Muttermundes anzeigen. Bei eingetretener Verzögerung werden die Achtungs- oder auch die Aktionslinie (parallel zur ersteren im 4-Stunden-Abstand nach rechts versetzt) überschritten. Besser geeignet erscheint das kolorierte/runde Partogramm-disc, um mit Farbfeldern den aktuellen Stand zu erkennen. Das kolorierte/runde Partogramm-disc (Modell NSIONI) erinnert an eine Uhr mit 12-Stunden-Einteilung. Es erlaubt durch die Farbgebung eine schnelle Orientierung der Geburtssituation und muss im Gegensatz zur WHO-Grafik nicht jedes Mal neu gezeichnet werden. Das grüne Feld zeigt den regelrechten Verlauf an mit Dilatation 1 cm/1 h. Der gelbe Bereich zeigt eine beginnende Verzögerung, „Achtung“ (Verbesserung der Situation durch z. B. Infusion, Sauerstoff, Katheterisierung etc.), bei Eintritt in den roten Bereich „Aktion“ soll die Geburt so schnell wie möglich beendet werden (z. B. Saugglocke, Zangengeburt, Kaiserschnitt).